# Hoffnungstal (Bessarabien)

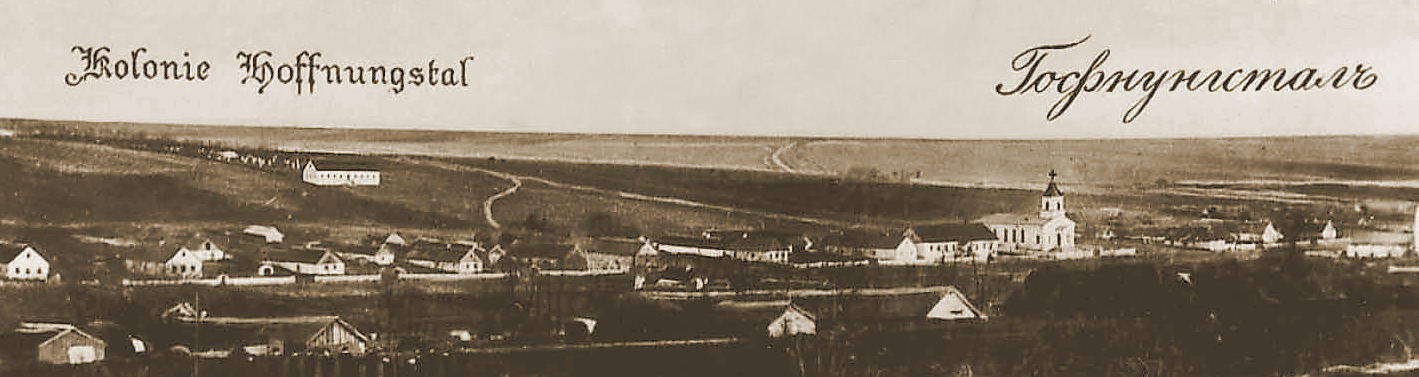
Hoffnungstal um 1910

Hoffnungstal ist die Wüstung eines bessarabiendeutschen Ortes in der Ukraine. Der Ort wurde 1842 in der historischen Landschaft Bessarabien gegründet und 1946 bei der Anlage eines Truppenübungsplatzes eingeebnet.

## Lage

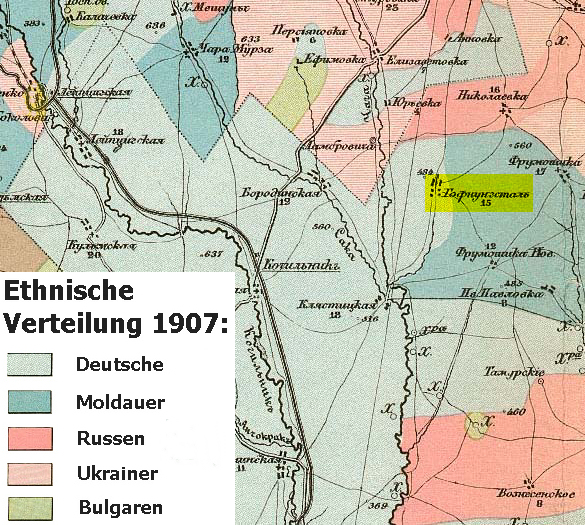
Landkartenausschnitt mit Hoffnungstal von 1907 mit ethnischer Verteilung in der Region

Der Ort lag in der historischen Landschaft Bessarabien östlich von Budschak im Tal Karadai mit dem gleichnamigen Flüsschen, heute Oblast Odessa, Ukraine.

## Geschichte
Das Gebiet von Bessarabien kam 1812 im Frieden von Bukarest vom osmanischen Vasallenstaat Fürstentum Moldau zusammen mit dem Budschak an das Russische Kaiserreich. Die Neuerwerbung wurde als Kolonisationsgebiet behandelt und zunächst dem Generalgouverneur von Neurussland zugeordnet. Zar Alexander I. rief in einem Manifest von 1813 deutsche Kolonisten ins Land, um die neu gewonnenen Steppengebiete in Neurussland zu kolonisieren. Hier gründeten 1842 deutsche Auswanderer den Ort als letzte von 24 deutschen Mutterkolonien in Bessarabien. Sie wurden von Einwanderern gegründet, während Tochterkolonien später von Bewohnern der Mutterkolonien gegründet wurden. Die Gründung erfolgte durch 25 Familien, die 1842 das etwa 50 km entfernte Gut Karlstal im Gouvernement Cherson verlassen mussten. Das Fürsorgekomitee in Odessa als russische Ansiedlungsbehörde für deutsche Kolonisten wies den Familien die „Steppe 9“ als das letzte unbesiedelte Landstück des Budschak zu. Damit war die großzügige Landvergabe des Zaren an deutsche Siedler beendet.
1843 benannten die Kolonisten ihre Siedlung in Hoffnungstal. Bis 1847 zogen weitere Familien aus den Gemeinden Glücksthal, Neudorf, Kassel, Worms, Bergdorf aus dem östlich des Dnestr gelegenen Gouvernement Cherson nach Hoffnungstal zu. 1848 war die Kolonie mit 82 Hofstellen komplett, von denen jede mit 60 Desjatinen Land ausgestattet war.
Das den Kolonisten zur Verfügung gestellte Land war wie in großen Teilen Bessarabiens fruchtbare Schwarzerde, die sich als Acker- und Weideland eignete. In der Siedlung gab es Brunnen und die Dorfmitte durchzog das von Quellen gespeiste Gewässer Karadai. In Ortsnähe wurde in Steinbrüchen Material für den Gebäudebau gewonnen. Der Weinbau wurde von den deutschen Kolonisten wie im übrigen Bessarabien intensiv betrieben und fast jede Hofstelle hatte einen kleinen Weingarten.
Bei der Viehzucht wurde vor allem das mittelschwere Kolonistenpferd als Halbwarmblut gezüchtet, wobei die beliebteste Farbe schwarz war. Die Rinder- und Schafzucht wurde wie in vielen anderen deutschen Kolonistendörfern eher stiefmütterlich betrieben. Einzig Jung- und Mastvieh wurde in größeren Mengen gehalten, weil der Verkauf in Richtung Odessa guten Erlös einbrachte. Im Laufe der Zeit siedelten sich in Hoffnungstal mehrere Handwerksbetriebe an, bei denen es sich um Tischler, Stellmacher, Sattler, Fassbinder, Schneider, Schuster und Schmiede handelte. Einer der ersten Schmiede war Johannes Höhn, der 1854 mit seiner Familie nach Hoffnungstal gezogen war. Er experimentierte an einem neuartigen Pflug mit einer Eisenschar, der weltbekannt als Kolonistenpflug bekannt wurde. Später eröffnete sein Sohn Johannes ein Landmaschinenwerk in Odessa mit 1300 Mitarbeitern, das Russland und andere Länder mit seinen Produkten belieferte. Johannes Höhn wurde später Ehrenbürger von Odessa.

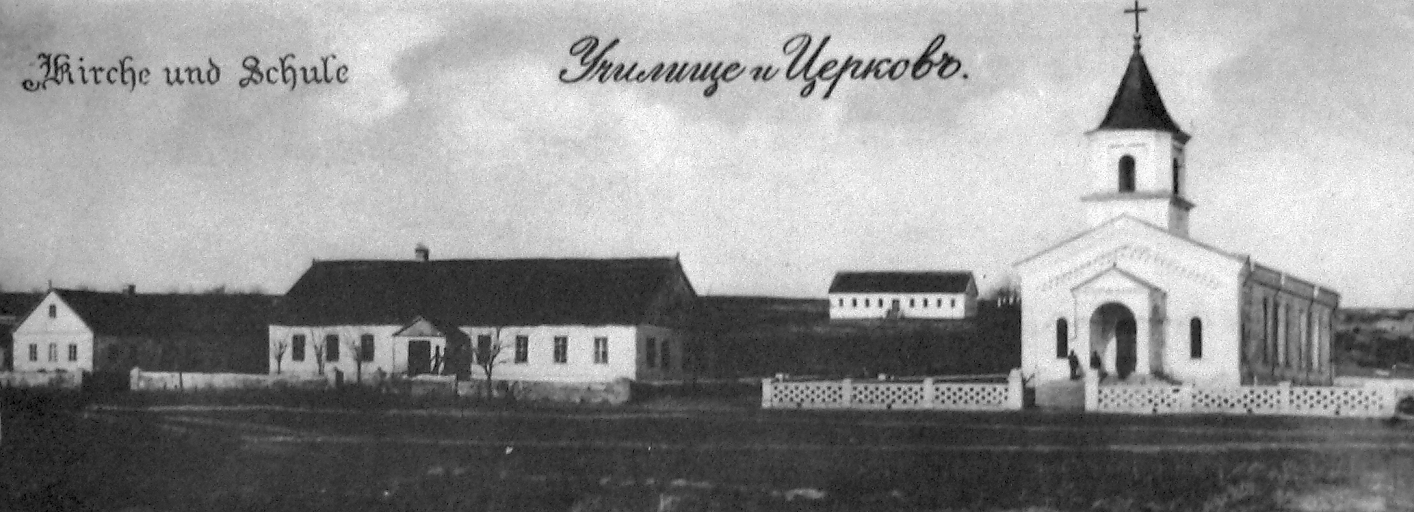
Schulhaus und Kirche um 1910

Die Bewohner waren größtenteils in der Landwirtschaft tätig. 1858 wurde ein Schulhaus errichtet, das auch als Bethaus diente. 1905 errichteten die Bewohner eine Kirche mit 700 Sitzplätzen. Nach der sowjetischen Besetzung Bessarabiens im Sommer 1940, gedeckt vom Hitler-Stalin-Pakt, schlossen sich die bessarabiendeutschen Ortsbewohner im Herbst 1940 der Umsiedlung ins Deutsche Reich unter dem Motto Heim ins Reich an.
Nach 1945 gehörte Hoffnungstal unter den Namen russisch: Надеждино Nadeschdino/ ukrainisch: Надеждине Nadeschdyne zur Ukrainischen Sozialistischen Sowjetrepublik. In der Sowjetzeit wurde der Ort 1946 bei der Anlage eines Truppenübungsplatzes wie vier moldauische Dörfer komplett zerstört. An den früheren Ort erinnert eine im Jahr 2004 von ehemaligen Bewohnern aufgestellte Gedenktafel im Bereich des früheren Friedhofs. Im Luftbild sind die Straßenverläufe und die Standorte der früheren Siedlungshäuser noch erkennbar.

## Einwohner
1930 zählte der Ort 1.772 Einwohner deutscher und 74 Einwohner anderer Herkunft. 1940 waren es 1.930 Einwohner deutscher und 59 Einwohner anderer Herkunft.